# Багх (округ)
Багх (англ. Bagh District) — один из 10 округов пакистанской территории Азад-Кашмир.

## Географическое положение
Багх граничит с округом Музаффарабад на севере, округом Пунч на юге, с индийской союзной территорией Джамму и Кашмир на востоке; на западе округ граничит с провинциями Пенджаб и Хайбер-Пахтунхва.

## История
Город Багх, как и другие города округа, был сильно разрушен во время землетрясения 2005 года в Кашмире. 60 % зданий было разрушено. Тысячи людей погибли, а многие другие оказались без крова. В ликвидации последствий землетрясения участвовали подразделения стран НАТО.